# Seine-et-Oise

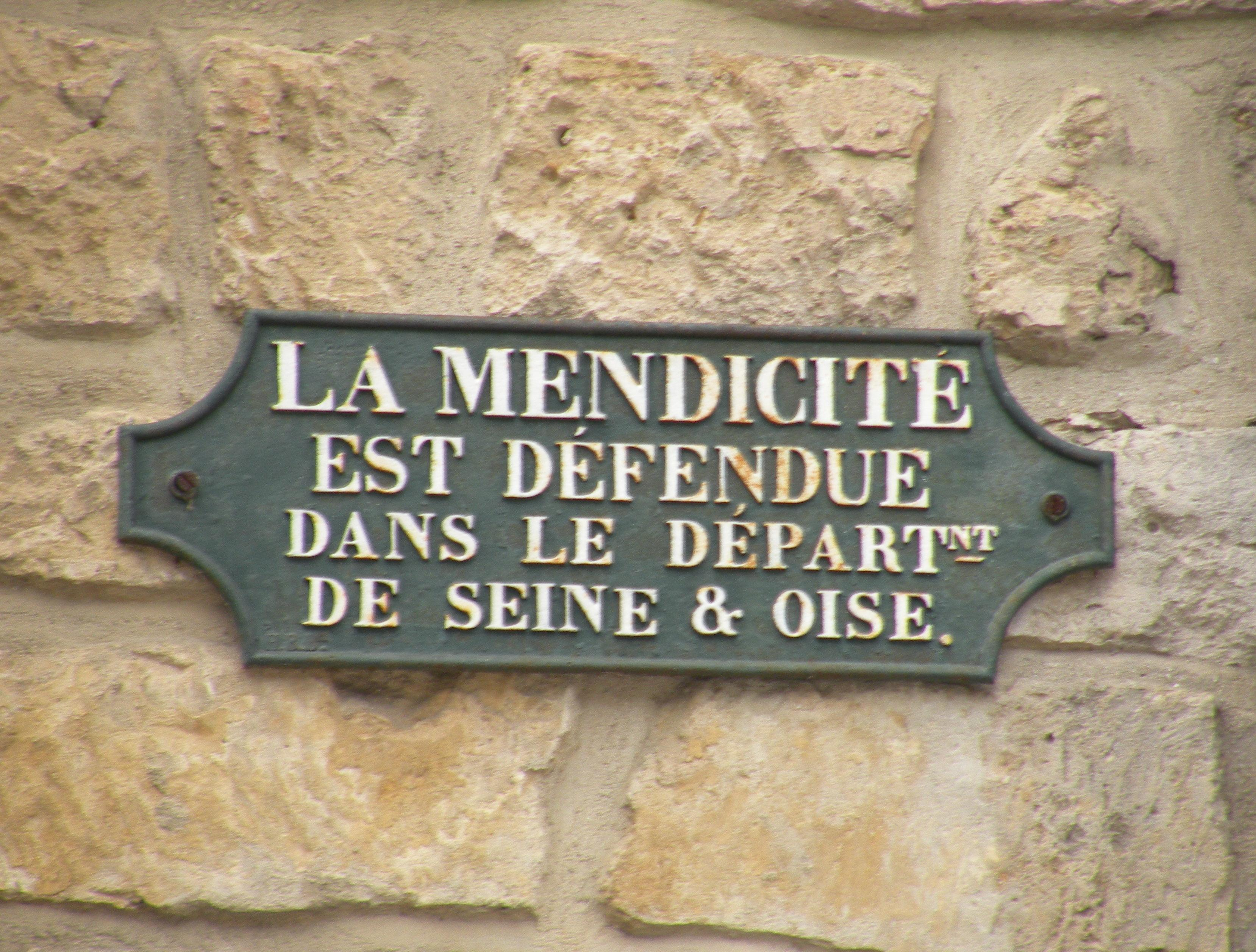
Cedule ve městě Hédouville zakazující žebrotu v departementu Seine-et-Oise

Departement Seine-et-Oise (francouzsky Département de la Seine-et-Oise) je bývalý departement ve Francii. Byl zrušen 1. ledna 1968 na základě zákona z 10. července 1964 o reorganizaci pařížského regionu. Departement zahrnoval západ, sever a částečně jih pařížských předměstí. Jeho prefektura sídlila ve Versailles, departement měl číslo 78 a dělil se na 10 arrondissementů (Argenteuil, Étampes, Mantes-la-Jolie, Montmorency, Palaiseau, Pontoise, Le Raincy, Rambouillet, Saint-Germain-en-Laye a Versailles). Na jeho místě vznikly tři nové departementy: Yvelines (78), Val-d'Oise (95) a Essonne (91).

Znak bývalého departementu dnes používá departement Yvelines

## Historie
Departement vznikl 4. března 1790 a byl pojmenován podle řek Seiny a Oisy, které jím protékaly. Dne 10. července 1964 byl přijat zákon o rozdělení departementů Seine a Seine-et-Oise a namísto nich vzniklo sedm nových. K rozdělení bylo přistoupeno kvůli zvyšujícímu se počtu obyvatelstva. K faktickému rozdělení došlo 1. ledna 1968, kdy bylo 688 obcí o celkové rozloze 5658 km2 rozděleno převážně mezi tři nové departementy. Malá část dosavadního departementu byla připojena též ke vzniklým departementům Hauts-de-Seine, Val-de-Marne a Seine-Saint-Denis.
Konkrétně byl departement Seine-et-Oise rozdělen:
- 262 obcí ve střední části (40 % rozlohy) vytvořilo departement Yvelines s prefekturou ve Versailles a ponecháním orientačního číslo 78
- 198 obcí na jihu (32 % plochy) vytvořilo departement Essonne s prefekturou v Évry, jeho číslo 91 dříve využíval zrušený departement Algier
- 185 obcí na severu (22 % plochy) vytvořilo departement Val-d'Oise s prefekturou v Cergy, který obdržel nové číslo 95

Zbývajících 6 % rozlohy departementu Seine-et-Oise bylo rozděleno do departementů Val-de-Marne (18 obcí), Seine-Saint-Denis (16 obcí) a Hauts-de-Seine (9 obcí). Z toho vyplývá, že tři nové departementy Yvelines, Val-d'Oise a Essonne mají menší společnou rozlohu (5334 km2) než bývalý departement Seine-et-Oise (5658 km2).